# De Haagse Hogeschool
De Haagse Hogeschool ("HHs", "De Haagse", "THUAS") is een onderwijs- en onderzoeksinstelling die hbo-opleidingen aanbiedt op associate degree, bachelor (voltijd, deeltijd, duaal), master en post-hbo-niveau. De hogeschool heeft een internationaal karakter. Locaties van De Haagse Hogeschool bevinden zich in de Haagse wijk Laakhaven, vlak bij station Hollands Spoor, aan de Mr. P. Droogleever Fortuynweg in Den Haag (Sportcampus Zuiderpark), in Zoetermeer (Dutch Innovation Park) en in Delft op de campus van de Technische Universiteit Delft.

## Geschiedenis

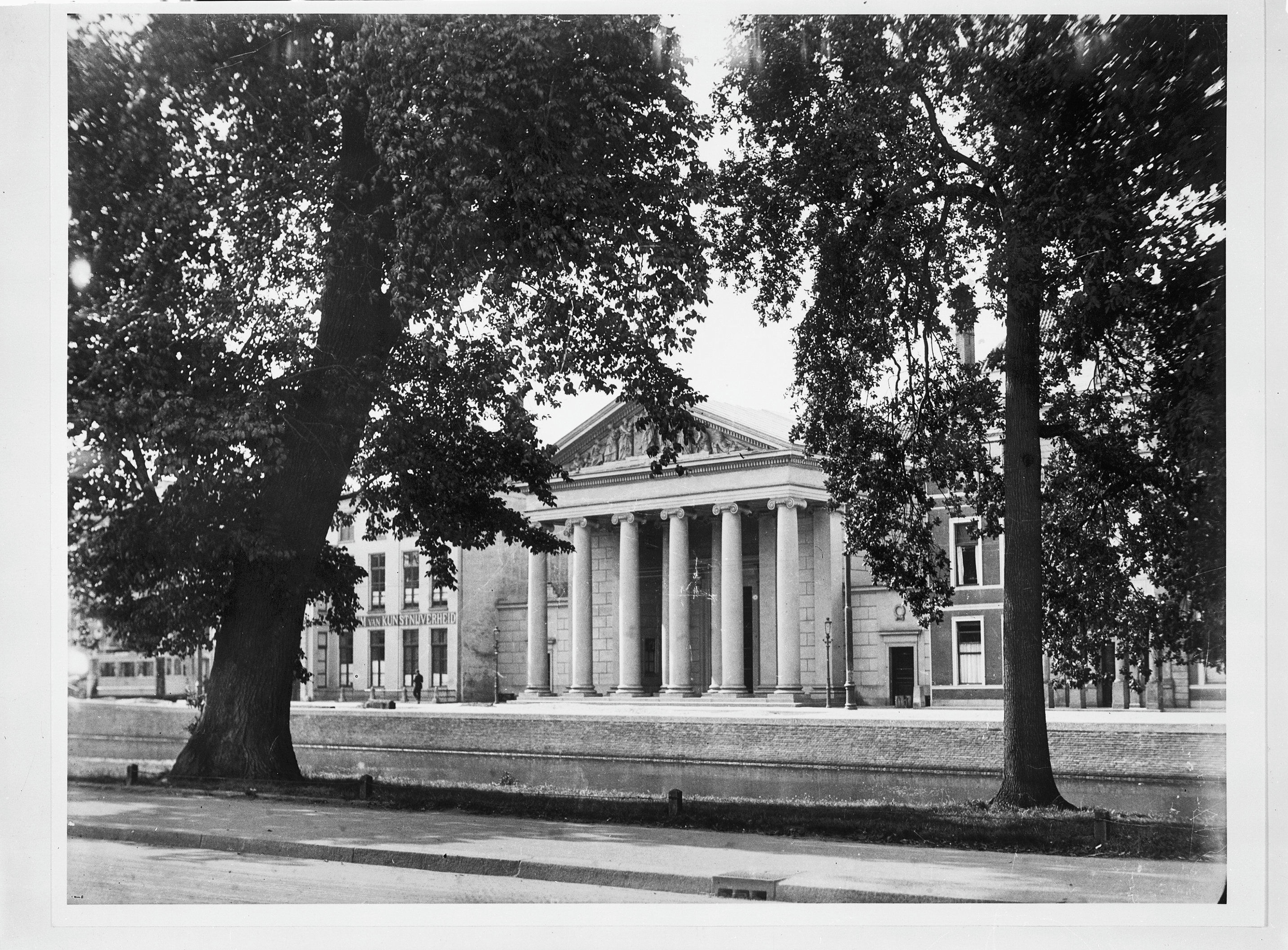
De voormalige Hogere Technische School voor Bouw- en Waterbouwkunde aan de Prinsessegracht.

De Haagse Hogeschool kwam op 12 januari 1987 tot stand toen zes gemeentelijke en negen bijzondere instellingen voor hoger beroepsonderwijs in de regio Den Haag samengingen. Van deze instellingen was de Hogere Technische School voor Bouw- en Waterbouwkunde het oudst, de oorsprong van dit instituut is terug te voeren naar de Haagsche Teeken-Academie (later Koninklijke Academie van Beeldende Kunsten) welke in 1682 werd opgericht. Op 1 september 1987 verwelkomde De Haagse Hogeschool haar eerste studenten.
In de jaren erna breidde de hogeschool steeds verder uit. In 2003 met de Technische Hogeschool Rijswijk. Deze verhuisde naar de campus van de Technische Universiteit Delft en ging verder als De Haagse Hogeschool Delft. In 2009 werd deze vestiging Delft geopend. In 2003 startte De Haagse Hogeschool ook met de Academie voor IT & Design in Zoetermeer, in nauwe samenwerking met het bedrijfsleven daar. De Academie is nu de Faculteit IT & Design. Een onderdeel daarvan, de opleiding HBO-ICT, is gevestigd op het Dutch Innovation Park in Zoetermeer.
In september 2017 namen de opleidingen HALO (leraar lichamelijke opvoeding), Sportkunde en International Sport Management hun intrek in Sportcampus Zuiderpark, gebouwd op de plaats waar tot 2007 het Zuiderparkstadion van ADO Den Haag stond. Het hypermoderne complex dat voor het stadion in de plaats is gekomen, bevat naast veel sportfaciliteiten ook twaalf collegezalen.

## Kernwaarden
De kernwaarden van De Haagse Hogeschool zijn: curious, connecting en caring. De hogeschool laat zich drijven door nieuwsgierigheid, ambitie en ondernemendheid (curious). Zij investeert serieus in haar netwerk. Met dat netwerk wil zij tot nieuwe inzichten komen (connecting). Zij is betrokken en zorgvuldig als het gaat om de persoonlijke groei van studenten en medewerkers (caring). De hogeschool heeft een internationaal karakter. Inclusiviteit kenmerkt het onderwijs van de hogeschool. Het onderwijs is activerend, uitdagend en studeerbaar. Het leidt op tot wereldburgers: grenzeloos denkende professionals die stevig in hun schoenen staan, die vanuit een eigen overtuiging de wereld tegemoet treden en die de weg weten in de maatschappij.

## UNESCO-school en leerstoel
Sinds 2009 is De Haagse Hogeschool een UNESCO-school: een hogeschool die internationale verbondenheid, verdraagzaamheid en solidariteit hoog in het vaandel heeft staan. Net als andere UNESCO-scholen wereldwijd besteedt De Haagse Hogeschool aandacht aan de vier UNESCO-thema’s: vrede & mensenrechten, wereldburgerschap, intercultureel leven en duurzame ontwikkeling. In 2022 kreeg De Haagse Hogeschool daarnaast de UNESCO Leerstoel voor AI en Data Science toegekend.

## Sustainable Development Goals
In 2018 verbond De Haagse Hogeschool zich aan de Sustainable Development Goals (SDG's) van de Verenigde Naties. SDG's zijn mondiale doelen voor duurzame ontwikkeling die een einde moeten maken aan extreme armoede, ongelijkheid, onrecht en klimaatverandering. Opleidingen binnen De Haagse Hogeschool hebben de SDG's gekozen die bij hen passen. In die keuze zoekt een opleiding steeds een goede balans tussen milieu, economie en maatschappij.

## Studentenpopulatie
In 2012 studeerden 23.500 studenten aan De Haagse Hogeschool. Dat aantal groeide in de jaren daarna gestaag naar 25.995 in 2016. Tot 2020 bleef het aantal schommelen rond de 26.000, om in 2021 het aantal 26.326 ingeschreven studenten te bereiken. In totaal groeide de studentenpopulatie van 2012 tot 2021 met ruim 12 procent.

### Meer over de studentenpopulatie
Van alle zeven faculteiten is de faculteit Business, Finance en Marketing (BFM) het grootst: er studeren ruim 4.500 studenten. De populairste opleiding is de Engelstalige bachelor International Business met 1.449 studenten, gevolgd door de eveneens Engelstalige opleidingen Law (1.255 studenten) en European Studies (1.132 studenten).
De meeste studenten stroomden in via de havo, gevolgd door het mbo en het vwo. Er studeren iets meer mannen dan vrouwen aan de hogeschool: 53 procent om 47 procent. De grootste verschillen zitten bij de opleidingen Werktuigbouwkunde (705 mannen, 54 vrouwen), Pedagogiek (36 mannen, 731 vrouwen) en Huidtherapie (2 mannen, 540 vrouwen).
Iets meer dan 50 procent van de studenten aan De Haagse heeft een allochtone achtergrond, al dan niet mét een Nederlands paspoort. Niet-westerse allochtonen maken meer dan een derde uit van de studentenpopulatie en bijna 15 procent heeft een andere achtergrond. De faculteit Technologie, Innovatie en Samenleving (TIS) kent de minste allochtonen, gevolgd door Gezondheid, Voeding en Sport (GVS). Alle andere faculteiten zijn diverser van aard. Autochtone Nederlandse studenten kiezen bij voorkeur voor de HALO (lerarenopleiding voor lichamelijke opvoeding). De meeste niet-westerse allochtonen vindt men bij de opleiding International Business. De meeste westerse allochtonen kiezen voor de Engelstalige variant van HBO-Rechten (Law).
Ruim 23.000 studenten van De Haagse Hogeschool hebben de Nederlandse nationaliteit. Dit is inclusief de Caribisch-Nederlandse studenten. De overige hebben in totaal 113 verschillende nationaliteiten. 9 studenten zijn statenloos, hetgeen betekent dat geen enkel land volgens zijn wetgeving de student als zijn onderdaan beschouwt.
Uit de EU hebben 2.013 studenten zich ingeschreven bij De Haagse, 1.059 studenten kwamen uit overige buitenlanden. De meeste buitenlandse studenten komen uit Duitsland, gevolgd door Roemenië en Bulgarije. In 2020 waren Bolivia, Botswana, Guatemala, Honduras, Jordanië, Libië, Namibië en Niger slechts met 1 student vertegenwoordigd. 2020 had een unicum: de allereerste student uit Panama schreef zich in.
De studenten komen met name uit de stad (4.842) en de regio Den Haag (5.701). De zogenoemde Zuid- en Noordflank zijn beide met ruim 3.200 studenten vertegenwoordigd. Uit de rest van Nederland komen ongeveer 6.000 studenten.

## Alumni
Inmiddels zijn ruim 85.000 alumni van De Haagse Hogeschool uitgewaaierd over de hele wereld. Deze oud-studenten vormen samen een wijdverbreid en divers netwerk dat actief onderhouden wordt.

## Onderwijs

### Kwaliteit
Alle opleidingen van De Haagse Hogeschool leiden op tot een erkend diploma. Iedere opleiding wordt elke 6 jaar beoordeeld op kwaliteit door de Nederlands-Vlaamse Accreditatieorganisatie (NVAO). De NVAO is in Nederland en Vlaanderen de kwaliteitszorgorganisatie die de kwaliteit van het hoger onderwijs toetst.

### Faculteiten
De Haagse Hogeschool heeft zeven faculteiten. Elke faculteit is gericht op een specifiek onderwijsgebied: Business, Finance & Marketing; Management & Organisatie; Gezondheid, Voeding & Sport; IT & Design; Technologie, Innovatie & Samenleving; Bestuur, Recht & Veiligheid; Sociaal Werk & Educatie.

### Onderwijsaanbod
De Haagse Hogeschool biedt 37 Nederlandstalige bacheloropleidingen, 10 Engelstalige bacheloropleidingen, 6 masteropleidingen (Nederlands- en Engelstalig), 18 post-hbo-opleidingen, een Summer School, een Winter School, een Prep School voor internationale studenten die aan een Engelstalige opleiding beginnen en tal van halfjarige uitwisselingsprogramma’s.

### Leven Lang Ontwikkelen
Uit volle overtuiging zet De Haagse Hogeschool in op het programma Leven Lang Ontwikkelen. De HHs heeft zich actief verbonden aan de regionale ‘Human Capital Agenda’, waarin technologie, digitalisering en nieuwe inzichten vragen om een voortdurende afstemming tussen werken en leren. De Haagse Hogeschool biedt hiervoor een flexibel leerplatform dat past bij de leerbehoefte.

### Voor werkenden
Professionals met enige jaren werkervaring kunnen een deeltijd- of duale opleiding volgen op bachelorniveau. De hogeschool heeft ook een uitgebreid programma aan master- of post-hbo-opleidingen via De Haagse Hogeschool Pro.

## Onderzoek
De Haagse Hogeschool levert een bijdrage aan de oplossing van veel actuele vraagstukken door diepgravend en praktijkgericht onderzoek uit te voeren. Onderzoek dat tot doel heeft het onderwijs, de samenleving en de beroepspraktijk sterker en innovatiever te maken.

### Kenniscentra
Dit praktijkgericht onderzoek is ondergebracht in 
zeven kenniscentra: Cyber Security, Digital Operations & Finance, Global and Inclusive Learning, Global Governance, Governance of Urban Transitions, Health Innovation en Mission Zero. Ieder kenniscentrum zet zich in om door middel van onderzoek veranderingen en verbeteringen tot stand te brengen die direct toepasbaar zijn voor de beroepspraktijk en de samenleving.

### Lectoraten
Ieder kenniscentrum binnen De Haagse Hogeschool bestaat uit een aantal lectoraten die in samenwerking met partners een thema onderzoeken. Zo’n thema is specifiek ingegeven door ontwikkelingen in de maatschappij. Ieder lectoraat heeft een kenniskring of onderzoeksgroep, waarin de lector, promovendi, docent-onderzoekers en studenten bepaalde vraagstukken onderzoeken. Door praktijkgericht onderzoek te doen, leggen de lectoraten de verbinding tussen het onderwijs en de beroepspraktijk. In 2022 doen ongeveer 40 lectoraten onderzoek aan De Haagse Hogeschool.

## Samenwerking

### Onderwijs
De Haagse Hogeschool heeft uitwisselingsprogramma’s met hogescholen en universiteiten over de hele wereld. Die programma’s zijn op opleidingsniveau. Studenten, docenten en medewerkers maken er dankbaar gebruik van. Met de partners wereldwijd ontwikkelt ‘De Haagse’ online internationale onderwijs-, leer- en onderzoeksprojecten. Daaraan verbindt zij interdisciplinaire leeropdrachten. In deze internationale samenwerking biedt De Haagse Hogeschool haar partners stageplaatsen en praktijkervaring aan. De hogeschool stimuleert actieve interactie en samenwerkingsverbanden tussen bedrijven, overheden en onderwijsinstellingen.

### Strategie
Ook op strategisch niveau werkt ‘De Haagse’ samen met onder andere internationale universiteiten. Daarmee wil zij nieuwe synergie en kansen creëren die een positief effect hebben op de kwaliteit van onderwijs en onderzoek. In dat kader participeert De Haagse Hogeschool in gezamenlijk onderzoek, waarvan de resultaten in gezamenlijkheid worden gepubliceerd. Internationaal werkt zij onder meer samen met de Universiteit Tampere in Finland, de Universiteit voor Vreemde Talen van Beijing in China en de Federale Universiteit van Minas Gerais in Brazilië.

### Onderzoek
Op het gebied van onderzoek werken de zeven kenniscentra van De Haagse Hogeschool samen met talloze bedrijven, overheden en onderzoeksinstellingen in de regio Den Haag en daarbuiten.

## Personeel
In 2021 werkten er 2.609 mensen bij De Haagse Hogeschool uit 88 landen, verdeeld over 2.006 fte’s. Ten opzichte van de 2.332 medewerkers in 2020 is dat een groei van 12 procent. 